# Opistophthalmus ammopus
Espèce
Opistophthalmus ammopus est une espèce de scorpions de la famille des Scorpionidae.

## Distribution
Cette espèce est endémique du Cap-du-Nord en Afrique du Sud. Elle se rencontre au Richtersveld.

## Publication originale
- Lamoral, 1980 : Two new psammophile species and new records of scorpions from the northern Cape Province of South Africa (Arachnida: Scorpionida). Annals of the Natal Museum, vol. 24, no 1, p. 201–210 (texte intégral).